# Palais Augarten
A Palais Augarten egy barokk palota Bécs Leopoldstadt kerületében, Ausztriában. A palotát a 17. század végén Johann Bernhard Fischer von Erlach építette a vadászkastély és a kertek helyén. A palotát és a kerteket a 19. században I. Ferenc József császár alatt bővítették. 
A palota a második világháborúban elszenvedett jelentős károk ellenére szinte eredeti formájában maradt fenn, és számos eredeti berendezési tárgy még mindig megtalálható benne. Ma a Palais Augarten a Bécsi Fiúkórus otthona és próbahelye, akiknek saját iskolájuk is van itt. A palota a 130 hektáros Augarten parkban található, amely Bécs legrégebbi barokk kertje.

## Története
A 18. századig a mai Leopoldstadt városrész a császár és udvara által vadászterületként használt erdőterületekből állt. Mátyás császár 1614-ben vadászkastélyt építtetett a területen. 1649-ben III. Ferdinánd császár egy holland stílusú kertet épített hozzá. Utódja, I. Leopold császár alatt az Augarten területén egyre több nemes és karmelita szerzetes telepedett le, és végül Bécs része lett. 1677-ben I. Leopold, aki a kerületnek a nevét adta (Leopold városa), elődeinek vadászkastélyát egy kiterjedt barokk kerttel egészítette ki. 1683-ban, a bécsi csata idején a török csapatok katonai támaszpontként használták a területet, és a háború végére a barokk kertek teljesen elpusztultak.
1688-ban az augarteni vadászkastélyt eladták Zacharias Leeb üzletembernek, aki felbérelte Johann Bernhard Fischer von Erlachot, hogy építsen palotát a helyén. Az Augarten park a császár birtokában maradt. A Palais Augarten 1692-ben készült el, és eredetileg a „Palais Leeb” nevet viselte. Az elkövetkező évtizedekben a palotát többször bővítették és átalakították, és többször cserélt gazdát. 1712-ben VI. Károly császár Jean Trehet kertészt bízta meg a barokk park francia stílusú átalakításával.
1780-ban ez a palota II. József szent római császár birtokába került . A 20. század elejéig a Habsburg család birtokában maradt. Ebben az időszakban, de különösen a 19. században számos bált tartottak a palotában, és szalont nyitottak. Az akkori vendégek között volt Richard Wagner, Liszt Ferenc és Hans Makart is.
Az Augarten-palota legnagyobb báljára az 1873-as bécsi világkiállítás alkalmával került sor; a vendégek között volt I. Ferenc József császár is. 1897-ben a palotát jelentősen átalakították Ottó főherceg, Ferenc József császár unokaöccse családja számára.
1934 és 1936 között a palotában Kurt Schuschnigg osztrák kancellár lakott. A második világháború alatt a kastély súlyosan megrongálódott, de a háború után teljesen helyreállították. A kastélyt 1948-ban a bécsi fiúkórusnak adták át. Itt található a Bécsi Porcelánmanufaktúra Augarten porcelánmanufaktúra is. Ma a palota az Augarten többi részével együtt az osztrák állam tulajdonában van.

## Bibliográfia
- Brook, Stephan (2012). DK Eyewitness útikönyv: Vienna. London: Dorling Kindersley Ltd. ISBN 978-0-75668-428-0
- Gaillemin, Jean-Louis (1994). Knopf útikönyvek: Vienna. New York: Alfred A. Knopf. ISBN 978-0-67975-068-0
- Meth-Cohn, Delia (1993). Bécs: Művészet és történelem. Firenze: Summerfield Press. ASIN B000NQLZ5K
- Schnorr, Lina (2012). Imperial Vienna. Bécs: HB Medienvertrieb GesmbH. ISBN 978-3-95023-969-0
- Schulte-Peevers, Andrea (2007). Alison Coupe (szerk.). Michelin Green Guide Austria. London: Michelin Travel & Lifestyle. ISBN 978-2-06712-325-0
- Weller Franz, (1880). Die kaiserlichen Burgen und Schlösser in Wort und Bild. Hof-Buchdruckerei, Wien (Online)

## Külső hivatkozások
- Palais Augarten. In: burgen-austria.com. Martin Hammerl privát weboldala